# فزموري (مقاطعة ساخالين)
فزموريي (بالروسية: Взморье) هي مدينة في مقاطعة ساخالين أوبلاست في روسيا.
يبلغ عدد سكانها حوالي 759 نسمة.